# Gerd Schellenberg
Gerd Schellenberg (* 26. November 1949 in Zwickau; † 20. August 2018 ebenda) war ein deutscher Fußballspieler. Er war bei den DDR-Oberligamannschaften BSG Sachsenring Zwickau und FC Karl-Marx-Stadt aktiv und spielte dreimal in der Fußballnationalmannschaft der DDR.

## Sportliche Laufbahn
Schellenbergs Fußballlaufbahn begann in den Jugendmannschaften der BSG Motor in Zwickau, später in Sachsenring Zwickau umbenannt. Schon mit 18 Jahren wurde er am 9. Dezember 1967 im Punktspiel Hansa Rostock gegen Sachsenring Zwickau erstmals im Oberligateam der Westsachsen eingesetzt und führte sich mit dem 1:0-Siegestreffer hervorragend ein. Im gleichen Jahr, genauer am 16. April, bestritt er sein erstes Spiel in der DDR-Juniorennationalmannschaft, in der er im Laufe seiner jungen Karriere zwölf Spiele absolvierte. 1968 war er Teilnehmer des UEFA-Juniorenturniers, der inoffiziellen Europameisterschaft. Bei der in Frankreich und Monaco ausgetragenen Endrunde scheidet die DDR-Elf als Letzter der Vorrundengruppe D frühzeitig aus. Schellenberg zeichnet aber immerhin für zwei der fünf ostdeutschen Turniertore verantwortlich.
Nachdem er bis 1970 auch sechs Spiele mit der DDR-Nachwuchsauswahl bestritten hatte, wurde der 1,79 Meter große und 72 kg schwere Stürmer, der die 100 Meter in 11,5 Sekunden laufen konnte, durch seine Leistungen in der Oberliga Anfang der 1970er-Jahre ebenfalls für die A-Nationalmannschaft interessant. Da in der Regel nur Spieler für das Nationalteam berücksichtigt wurden, die bei den besonders geförderten Fußballclubs spielten, wechselte Schellenberg unmittelbar nach Ende der Oberligasaison 1973/74 zum FC Karl-Marx-Stadt und tauchte bereits im vorläufigen, 40 Namen umfassenden Aufgebot für die WM 1974 in der Bundesrepublik als FCK-Spieler auf.
Für das Turnier im Nachbarland wurde er von Auswahltrainer Georg Buschner final nicht nominiert, aber im ersten Spiel nach der WM-Endrunde am 4. September 1974, der Partie gegen den WM-Dritten Polen, gab Schellenberg seinen Einstand als Mittelstürmer. Zu seinem Debüt, das die DDR mit 3:1 gewann, vermerkte das Fachblatt fuwo das Folgende über den Angreifer in der Einzelkritik: „‚Nach einer gewissen Anpassungszeit fühlte ich mich pudelwohl.‘ Das merkte man. Wie er schnellfüßig in den Strafraum eindrang, zusehends an Selbstbewußtsein gewann, das läßt noch einiges erwarten. Die Ruhe beim Abschluß wird sich mit der Auswahlpraxis einstellen.“ Dementsprechend war Schellenberg auch in den nächsten beiden Länderspielen mit von der Partie, hatte aber bei dem damaligen namhaften Stürmeraufgebot (Streich, Sparwasser, Vogel, Hoffmann) keine Chance, sich nach diesen drei Einsätzen weiter in der Nationalmannschaft zu etablieren.
Angesichts dieser Perspektive beendete Schellenberg nach gut anderthalb Jahren sein Engagement in Karl-Marx-Stadt, wo er in 26 Oberligapunktspielen mitgewirkt hatte, um künftig wieder bei der heimatlichen BSG Sachsenring Zwickau zu spielen. Die Zwickauer waren ohnehin zuletzt in der Oberliga vor dem FCK gelandet. Sein letztes Spiel für den FC Karl-Marx-Stadt bestritt er als Einwechselspieler am 20. Dezember 1975 gegen den FC Vorwärts Frankfurt/Oder, das erste nach seiner Rückkehr nach Zwickau am 6. März 1976 gegen die BSG Wismut Aue. Bis Ende April 1976 bestritt Schellenberg sechs Oberligaspiele in Zwickau. Danach wurde er für ein halbes Jahr zum Reservistendienst der Nationalen Volksarmee eingezogen. Es war die Folge seines Ausscheidens aus einer Klubmannschaft und der Nationalmannschaft, wodurch er seinen besonderen Förderstatus verloren hatte.
Nach sechs Spielzeiten beendete Schellenberg am 25. September 1982 im Punktspiel bei Wismut Aue (0:6) seine Karriere als Oberligaspieler. In sechzehn Jahren hatte er es auf 320 Erstligaspiele gebracht und liegt damit auf Platz 28 der Oberliga-Einsatzrangliste. 294 Punktspiele absolvierte er für Zwickau, nur Alois Glaubitz mit 429 und Nationaltorwart Croy mit 372 Einsätzen liegen vor Schellenberg. Da er ab 1979 in Zwickau vorwiegend im Mittelfeld aufgeboten wurde, halten sich seine insgesamt 29 Oberligatore (eins für den FCK) in Grenzen.
Zum Abtrainieren ging Gerd Schellenberg 1982 für ein Jahr zur BSG Fortschritt in das 40 Kilometer westlich gelegene Weida, wo er dazu beitrug, dass die Mannschaft aus der drittklassigen Bezirksliga in die DDR-Liga aufstieg.

## Weiterer Werdegang
Später arbeitete er für eine Makleragentur und wurde 2004 in den Verwaltungsrat des BSG-Sachsenring-Nachfolgers FSV Zwickau gewählt. Der ehemalige Nationalspieler verstarb nach schwerer Krankheit im August 2018.